# Cruzinha
Cruzinha (Crioulo cabo-verdiano, ALUPEC: Kruzinha) é uma aldeia da freguesia de São Pedro Apóstolo, do município da Ribeira Grande no norte da ilha de Santo Antão, em Cabo Verde.
Fica na costa, imediatamente a leste do vale da ribeira da Garça, próximo de Chã da Igreja. A importância do pequeno porto da Cruzinha para abastecimento das aldeias do vale decresceu com a melhoria das ligações rodoviárias à sede do concelho.